# Algor mortis
El algor mortis (del latín algor, frío, y mortis, genitivo de muerte -"de la muerte"/"de muerte"-) es la reducción de la temperatura corporal tras la muerte del individuo. Dicha reducción se produce de manera más o menos constante, pudiendo verse alterada por los factores externos, hasta que el cadáver alcanza el equilibrio térmico con el medio en que se encuentra.
Este descenso, aunque verifica una función exponencial, puede aproximarse de manera lineal, resultando una reducción en 2 °C durante la primera hora, para proseguir con una cadencia de 1 °C por hora.
Una medición de la temperatura rectal puede proporcionar alguna información sobre la hora en que se produjo la muerte.
La ecuación de Glaister nos permite conocer, aproximando a una función lineal, el tiempo transcurrido desde que se produjo la muerte del individuo (la temperatura está medida en el recto):
(36,9 °C - T) x {\displaystyle {\frac {6}{5}}}
Siendo T la temperatura rectal en grados Celsius en un momento dado.
Cuando la descomposición del cadáver comienza, la temperatura tiende a volver a incrementarse.